# Ullevi, Mörbylånga kommun
Ullevi är en by på östra Öland i Gårdby socken och Mörbylånga kommun. Från 2015 avgränsar SCB här en småort.

## Namnet Ullevi
"vi" avser en kultplats av något slag. Betydelsen brukar återges som "helig plats, offerplats". Namnet "-vi" berättar för oss var våra förfäder samlades för att dyrka gudarna, innan kristendomen hade införts.
Namnet "Ullevi" talar om för oss vilken hednatida gudom som dyrkades här. "Ulle-" syftar på guden Ull.